# Adam Waśko
Adam Waśko (ur. 14 października 1976 w Warszawie) – polski piłkarz ręczny, grający na pozycji skrzydłowego. Obecnie reprezentuje barwy klubu Muks Legionowo.
Wychowanek Warszawianki Warszawa oraz Traveland Olsztyn, występował także w Azotach Puławy.